# Alexander Pereira Cardoso
Alexander Pereira Cardoso eller Alex Mineiro, född 15 mars 1975 är en brasiliansk före detta fotbollsspelare i som spelade som anfallare. Han har under karriären spelat för América - MG, Cruzeiro, Vitória, Bahia, União Barbarense, Cruzeiro, UANL Tigres, Atlético Mineiro, Kashima Antlers, Palmeiras, Grêmio och Atlético Paranaense.